# ニコラ・アペール

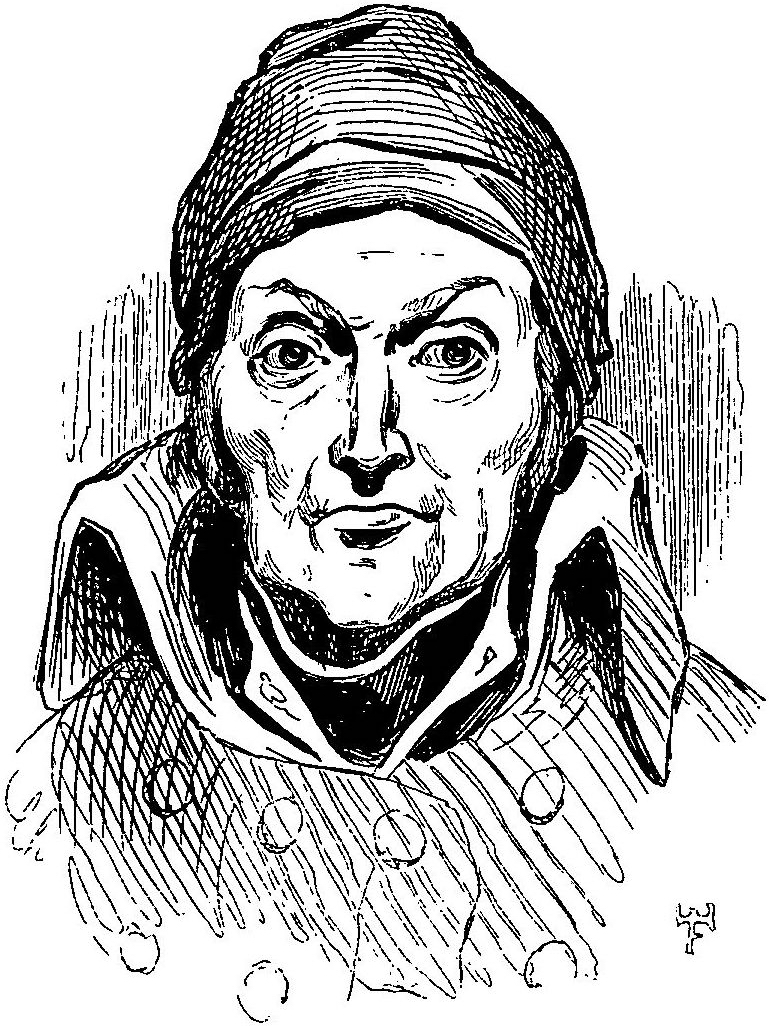
ニコラ・アペール

ニコラ・アペール（Nicolas Appert、1749年11月17日 - 1841年7月1日）は、フランスの食品加工業者。びん詰めによる食品の保存に成功したことから、瓶詰・缶詰といった容器への密閉保存による食品保存の祖とされる。
1749年、マルヌ県のシャロン＝シュル＝マルヌ（現シャロン＝アン＝シャンパーニュ）で生まれる。
1789年から1794年までフランス革命運動に参加し、3か月間投獄される。
1804年に「細長いびんや広口のびんに予め調理した食品を詰め、コルクでゆるく栓をし、湯煎なべに入れて沸騰過熱し、30-60分後、びん内の空気を除いて、コルク栓で密封する」保存食品の製造法を考案。パリ近郊のマシーに保存食品製造所を開いてびん詰めの製造を開始する。
この方法でナポレオン率いるフランス政府の新しい食品貯蔵法についての懸賞に当選し、1万2千フランの賞金を得る。
1808年、フランス産業振興連盟にこの方法で作った3本のびん詰めミルクを提出。6年後の1814年に開封されて試飲され、この方法の正しさが認められ、『アペール法』と名づけられた。
1841年、マシーにて死去。享年91。
2004年、日本缶詰協会はニコラ・アペールのアペール法発見から200年を記念して、当時のレシピを基にして、ポトフ、コンソメ、ジュリエンヌ（野菜スープ）、イチゴピューレ、白インゲン豆の水煮を復元発表した。